# Стийлтън
Стийлтън (на английски: Steelton) е селище (със статут на боро) в Съединените американски щати, щата Пенсилвания, окръг Дофин с население от 6263 души към 2020 г.

## География
Намира се в южната част на окръга. Отстои на 4 мили (ок. 6 км) югоизточно от град Харисбърг, окръжния център и столицата на щата.
Разположен е на североизточния бряг на река Саскуехана. Pennsylvania Route 230 е главният път, преминавщ през борото.
Населението му се състои от 6263 жители в 2109 домакинства според данни от преброяване на 1 април 2020 г.

## История
Районът в миналото е обитаван от индианци от ирокезкото племе Саскуеханок. През 1966 г. младата компания Pennsylvania Steel Company закупува 100 акра (ок. 404,7 дка), като изгражда стоманолеярен завод и обслужващо селище. Заводът е завършен (1867) и е пуснат в действие през 1868 г.
Селището приема днешното си име Стийлтън през 1879 г. и е регистрирано като боро на 19 януари 1880 г.
В 1921 година в Стийлтън е създадена МПО „Прилеп“, която започва да поддържа българската църковна община „Свето Благовещение“ от 1909 година.
В селището дерайлира Бейзболният специален влак (Baseball Special train) от Харисбърг за Филаделфия на 28 юли 1962 г. Вследствие от инцидента 3 от общо 9-те вагона падат в р. Саскуехана, загиват 19 души, ранени са други 199.
Сградата на Стийлтънското средно училище (Steelton High School) е вписана в Националния регистър на историческите места (National Register of Historic Places) през 2011 г.